# Hear Me Lord
Hear Me Lord è un brano musicale (sotto forma di preghiera) composto ed eseguito da George Harrison, apparso come traccia conclusiva dei due dischi di canzoni del triplo album All Things Must Pass, pubblicato dalla Apple Records a fine 1970.

## Il brano

### Storia, composizione ed analisi del testo
La canzone venne scritta da George Harrison tra il 4 ed il 5 gennaio 1969, durante un momento di pausa delle Get Back sessions. Sebbene si trattasse di una composizione molto personale, il chitarrista non ha parlato di Hear Me Lord nella sua autobiografia I, Me, Mine (1980). Considerata dal biografo Simon Leng come un tema molto impegnato ed innovativo che viene scritto e cantato da una rockstar milionaria, presenta tre "parole-chiave": forgive me ("perdonami"), help me ("aiutami") ed hear me ("ascoltami"). Ian Inglis ha affermato che la canzone sembra molto un Pater noster cristiano, ed ha evidenziato l'ultima strofa del pezzo, in cui Harrison chiede aiuto al Signore per seppellire il desiderio sessuale, da lui considerato autolesionistico; il teologo Joshua Greene ha inoltre considerato la traccia come un momento molto intimo di All Things Must Pass, considerando l'attitudine edonistica molto harrisoniana. Sul triplo LP, il tema è trattato anche da un altro brano, I Dig Love, ma, in questo caso, l'ex-Beatle non sembra pentirsene. Inoltre, nei primi anni settanta, George venne implicato in un giro di tradimenti nel campo della musica: egli aveva una relazione extra-coniugale con Maureen Cox, moglie di Ringo Starr, il quale, seppure molto deluso dopo aver scoperto ciò, la tradiva intanto con la modella e fotografa Nancy Lee Andrews; nel frattempo, Pattie Boyd, l'allora moglie di Harrison, ebbe prima una relazione con Ronnie Wood ed in seguito con Eric Clapton. Questa situazione, per il chitarrista, si concluse nel 1974, con la separazione da Pattie, che si sposò nel 1979 con Clapton, mentre per Starr l'anno successivo, con il divorzio dalla Cox.

### I Beatles
Nel corso delle tribolate Get Back sessions del gennaio 1969, venne suonata anche Hear Me Lord; a differenza di altri brani di George Harrison, come All Things Must Pass, Isn't It a Pity o Window, Window, venne eseguita in una sola data, il 6. In quella data, preceduta da un week-end di pausa dalle registrazioni, si provarono principalmente Don't Let Me Down e Two of Us, ma ci fu anche tempo per la band per lasciarsi andare a delle jam-session, tra cui The Palace of the King of the Birds, e dialoghi, senza contare qualche altra composizione originale e delle cover di rock and roll anni cinquanta, come, ad esempio, I'm Talking About You (Chuck Berry), Sure to Fall (Carl Perkins) e Frère Jacques (tradizionale). In quest'occasione, vennero suonate tre composizioni di Harrison: For You Blue, Maureen, All Things Must Pass ed Hear Me Lord; di quest'ultima ci furono otto versioni, inizialmente su una chitarra acustica, ed in seguito su una chitarra elettrica impiegando il pedale wah-wah. Questa canzone venne però accolta con freddezza dal resto dei Beatles. Il 6 gennaio, mentre si provava Two of Us, Harrison ebbe un diverbio con Paul McCartney, e gli disse la celebre frase:
(George Harrison)
Poco tempo dopo, il 10 gennaio, Harrison lasciò momentaneamente il gruppo, come aveva già fatto qualche mese prima Ringo Starr; ritornò cinque giorni dopo, facendo entrare, come supporto, l'organista Billy Preston, che riuscì a calmare un po' le acque.

### Registrazione
Il 20 maggio 1970, circa un mese dopo lo scioglimento dei Beatles, George Harrison eseguì, con la sola chitarra elettrica, un demo di Hear Me Lord, per il produttore Phil Spector; Simon Leng ha affermato che le composizioni incise per il celebre produttore statunitense vennero suonate con molta reticenza, abituato dai ripetuti rifiuti dal bionomio Lennon-McCartney, così alte di numero che riempirono buona parte di All Things Must Pass. Spector, intervistato nel documentario George Harrison: Living in the Material World (2011), affermò che Harrison viveva con delle abitudini molto religiose, che rendevano le persone attorno a lui anch'esse spirituali; in effetti, in una lettera che il produttore inviò a George, scrisse, prima della firma, Hare Krishna. Inoltre, il biografo Gary Tillery notò un forte bisogno di fede nei primi anni settanta per il chitarrista, un periodo molto difficile per lui, caratterizzato dalla scomparsa di elementi molto cari della sua vita fino a quel momento: lo scioglimento dei Beatle e la morte della madre Louise, notizia saputa nel corso di una lunga sessione ai Trident Studios; la donna, morta il 7 luglio 1970, aveva visto per l'ultima volta il figlio due giorni prima.
Selezionata per l'inclusione di All Things Must Pass, il versione definitiva di Hear Me Lord venne definita come un lento brano di gospel rock. Venne registrata tra fine maggio ed inizio novembre 1970 a Londra, agli Abbey Road Studios della EMI od i Trident Studios. La band di supporto, al di fuori del pianista Gary Wright, è formata unicamente da musicisti che seguirono Delaney & Bonnie assieme ad Harrison in tour lungo l'Europa, ovvero Billy Preston, Eric Clapton, Carl Radle, Bobby Whitlock, Jim Price, Bobby Keys e Jim Gordon. Aperta da una parte di batteria di quest'ultimo fortemente trattata con il Wall of Sound spectoriano, prosegue con una parte molto vivace di pianoforte suonata da Wright ed è caratterizzata da fraseggi di slide guitar ad opera di Harrison. Quest'ultimo ha inoltre interpretato, raddoppiando più volte la sua voce, un arrangiamento corale molto espressivo, accreditato ai "George O'Hara-Smith Singers". Un mixaggio provvisorio era stato ascoltato da Spector, che aveva scritto a George di migliorare la voce e l'orchestrazione, ma, almeno in quest'ultimo caso, non sembra che il suo suggerimento sia stato ascoltato.Originariamente la traccia durava 5:46, ma, con la ristampa su CD del 2001, la sua durata si estende a 6:01.

### Pubblicazione ed accoglienza
All Things Must Pass venne pubblicato dalla Apple Records a fine novembre 1970. Hear Me Lord chiude il lato D del triplo album, di cui è quindi la traccia finale, poiché infatti il terzo 33 giri, intitolato Apple Jam, è un bonus disc comprendente lunghe jam-session. Quarta traccia della quarta facciata, nona dell'LP e diciottesima in generale dell'album, è preceduta da Isn't It a Pity (Version Two), una sorta di reprise dell'omonima traccia, intitolata Version One, ed è seguita da Out the Blue, la più lunga jam e traccia del disco. Circa la durata ed escludendo le improvvisazioni, Hear Me Lord, dopo la prima versione di Isn't It a Pity, è il brano più lungo di All Things Must Pass. Mentre con la ristampa dell'album su CD del 1987 non ne modificò la tracklist, quella del 2001 aggiunge, alla fine del primo CD dei due nei quali è stato diviso l'originario triplo vinile, cinque tracce bonus, che rendono questa canzone come la ventitreesima di questa nuova versione di All Things Must Pass. George Harrison, in quel periodo, affermò che lo scopo della musica non doveva essere quello di ballare, ma di percepire Dio. Altre tracce del triplo album a tema religioso/spirituale sono My Sweet Lord, Let It Down, Run of the Mill, Beware of Darkness, Awaiting On You All ed Art of Dying.
Ala Smith, nella sua recensione di All Things Must Pass, per il New Musical Express, ha descritto Hear Me Lord come un inno appassionato che risalta per qualità nell'album. Di parere contrario è Ben Gerson della rivista Rolling Stone, che ha affermato che Harrison prende l'argomento o sé stesso troppo seriamente, ma che ugualmente è un'importante dichiarazione, che arriva ad un livello altissimo nel testo quando "Harrison smette di cantare ed inizia a parlare" con Dio. Ian Inglis lo ha considerato come una chiusura troppo cupa per il disco, ma ha anche detto che fa apparire il chitarrista più che liberato dalla fede, imprigionato e a disagio con la stessa; inoltre, il biografo Elliot Huntley ne ha parlato come di un altro inno di fede sovraprodotto da Phil Spector, ed ha affermato come Harrison sia il primo uomo bianco che è riuscito a mischiare rock e gospel senza risultare ridicolo.
Simon Leng ha affermato che il testo di Hear Me Lord, fuori contesto, sembra ipocrita, ma, come detto anche da Bruce Spizer, la registrazione mostra la profonda sincerità del chitarrista. Inoltre, Leng ha anche scritto che questa canzone, molto più di My Sweet Lord, coinvolge emotivamente, e che, per le parti vocali, ricorda in generale l'album Plastic Ono Band di John Lennon, pubblicato un mese dopo rispetto al disco di Harrison.

## Formazione
- George Harrison: voce, cori, chitarra
- Eric Clapton: chitarra
- Carl Radle: basso elettrico
- Gary Wright: pianoforte
- Bobby Whitlock: organo
- Billy Preston: tastiere
- Jim Gordon: batteria
- Jim Price: tromba
- Bobby Keys: sassofono[30]

## The Concert for Bangla Desh
Hear Me Lord era in una scaletta provvisoria di Harrison per il Concert for Bangla Desh mentre, nell'ultima settimana di luglio 1971, le varie canzoni venivano provate ai Nola Studios di New York, e, nel concerto pomeridiano del 1º agosto al Madison Square Garden, venne anche eseguita dal vivo, immediatamente dopo le canzoni di Bob Dylan, con una performance non molto riuscita. Scartata per lo show serale, questa versione dal vivo non apparve né sull'omonimo live album (1972) né sull'omonimo film dello stesso anno. Con la ristampa su CD del primo, questa canzone divenne l'unica a non essere inclusa su di esso, poiché venne aggiunto, come bonus track, il brano Love Minus Zero/No Limit di Dylan.